# バナバ
バナバ（タガログ語：Banaba、学名：Lagerstroemia speciosa）はミソハギ科サルスベリ属の落葉高木。和名はオオバナサルスベリ（大花百日紅）。
古くからその葉を煮出し健康茶として飲まれてきた。また近年その抽出エキスが錠剤として販売され、広く生活習慣病予防に利用されている。

## 植物の特徴
インド、東南アジアから北オーストラリアまでの熱帯地域に分布する。
日本で夏に咲くサルスベリ（百日紅）と同属で、高さが5 - 20メートルになり、葉の形は卵形で、色は濃緑色。長さは15 - 30センチメートルになり、ちょうど大人の靴のサイズと同じような大きさである。木の皮もサルスベリと同様剥がれやすい。
花はサルスベリより大きな花が円錐花序につく。匙形で皺の多い6枚の花弁は、はじめは淡紅色で後に紫色に変わる。
近年、日本では“フィリピンでは古くから「女王も手の届かぬ神木」”と宣伝されたが、フィリピンではどこにでも生えているありふれた植物である。観賞用植物として庭先に植えたり、薬用植物として葉を煮出して飲む。また一部地域では煮出した葉や種を食べる習慣もある。

## バナバ葉の特徴
バナバ葉には、紅茶やコーヒーと違いカフェインが全く含まれておらず、バナバ葉100グラム中に食物繊維が約25グラムも含まれていることが特徴である。また他の健康茶と比較して、微量元素のカルシウムやカリウム、マグネシウムも多く含まれることが分かっている。また植物性亜鉛も含まれている。

## バナバの研究
山崎和男広島大学名誉教授は、細胞を用いた実験でバナバ葉に含まれるコロソリン酸がインスリンと同じように糖を細胞内に速やかに吸収させること、即ちコロソリン酸の糖の移動活性を発見し、論文として発表した。また近年の研究では、鈴鹿医療科学大学三浦俊宏助教授によって、コロソリン酸が細胞内のタンパク質Glut4を惹起し、糖を細胞内に取り込むメカニズムを解明するとともに、動物実験によってコロソリン酸の血糖上昇抑制作用を確認した。また先端医療振興財団 臨床研究情報センターの福島光夫医学博士の研究により、ヒトに対してもコロソリン酸が血糖値上昇抑制作用があることを確認し論文として発表した。